# Thiokol
Thiokol (també anomenada Thiokol Chemical Company, Morton Thiokol o diversos noms heretats de la seva història) fou una empresa estatunidenca que es dedicà inicialment al sector del cautxú i productes químics relacionats, i més tard a l'astronàutica (programa Apollo) i sistemes de propulsió de míssils (míssil Trident). L'empresa entrà a formar part d'Alliant Techsystems l'any 2001 i d'Orbital ATK el 2014, abans de ser adquirida per Northrop-Grumman el 2018.
És notablement l'empresa que manufacturà la junta tòrica responsable de l'accident del transbordador espacial Challenger el 28 de gener del 1986.